# Julia Romanowska
Julia Romanowska är en svensk forskare, författare och musiker. Hon föddes i Bydgoszcz i Polen och kom till Sverige 1969 som politisk flykting.
Romanowska är utbildad slagverkare och musikpedagog vid Kungliga Musikhögskolan i Stockholm. Hon har spelat i Kungliga Filharmoniska Orkestern och i Sveriges Radios symfoniorkester samt medverkat som musiker på Stockholms Stadsteater och Kungliga Dramatiska teatern.
Julia Romanowska disputerade 2014 vid Karolinska Institutet med avhandlingen "Improving Leadership Through the Power of Words and Music".
Julia Romanowska har utvecklat en experimentell metod för ledarskapsutveckling - schibboletkonceptet - som bygger på en konstnärlig scenisk form. Hon har forskat vid Karolinska Institutet (KI) kring metodens psykologiska och hälsorelaterade (biologiska och mentala) effekter på ledare och deras medarbetare. Projektet, som fick stöd av Vetenskapsrådet och  Sparbankernas Forskningsstiftelse, var ett samarbete mellan Stressforskningsinstitutet, Försvarshögskolan, Akershus University College, samt Flygvapnets Luftstridsskola (Luftstridsskolan).  
Schibbolet-projektet har sitt ursprung i Scensalong Romanowska - en litterär och musikalisk salong som Romanowska driver i egen regi. I juni 2005 gjordes ett reportage i Sveriges Radio P1 (programmet "Kulturfredag") om scensalongen under rubriken "Litterära salonger i New York och Stockholm". Hon var gäst hos Nordegren & Epstein, ”Gör som kronprinsessparet, bjud in till litterär salong!”, i september 2016.
Romanowska har även arbetat som management- och organisationskonsult, konsultchef, verksamhetsanalytiker, metodutvecklare, programmerare och  ledarskapsutvecklare.

## Schibboletexperimentet
Schibboletexperimentet tog sin utgångspunkt i två grundläggande forskningsfrågor: Kan man påverka ledare i en riktning som gör dem mer benägen att ta ansvar och våga ta ställning?  Kan en sådan förändring leda till en minskad stress och mental ohälsa bland medarbetare?
Femtio frivilliga chefer matchades och randomiserades. Effekterna av Schibboletkonceptet jämfördes med en kontrollgrupp som genomgått konventionell ledarskapsutbildning i försvarsmaktens regi. Båda utbildningarna hade samma övergripande mål och löpte över ett år med 12 sessioner. Såväl kursdeltagares som medarbetares psykiska hälsa och förmåga till stresshantering bedömdes via validerade självsvarstest. Katabola och anabola hormonnivåer bedömdes via Kortisol och DHEA-S. Medarbetarna fick skatta sin ledares tendens till Låt-gå (Laissez-faire) beteende, den enligt forskningen mest destruktiva ledarstilen.
Forskningsresultat visade att kursdeltagarna i Schibboletgruppen uppvisade signifikant lägre mental symtombelastning och stressnivå vilket också gällde deras medarbetare. Signifikanta förändringar återfanns för DHEA-S dock inte för Kortisol. Självkänslan stärktes och förmågan att hanterade konflikter förbättrades. Tyngdpunkten i ledarskapet försköts från utövande av makt genom strategier till ökat ansvarstagande och mod att ta ställning baserat på övertygelse av etisk karaktär. Självbilden omprövades. Samtliga dessa effekter har visat sig öka över tid snarare än att "klinga av".
Motsvarande mätningar gjorda på kontrollgruppen visar på en motsatt utveckling. Jämfört med förhållandena i gruppen före utbildningen steg deras symtom och stressnivå. Chefernas ansvarstagande minskade och självöverskattningen ökade.
Julia Romanowskas schibboletexperiment är till dagens datum det första tvärvetenskapliga försöket att undersöka hur konstnärliga upplevelser påverkar chefers beteenden och hur det, i sin tur, inverkar på deras medarbetares psykosociala och neurobiologiska motståndskraft.
Replikationsstudier krävs för bekräfta fynden att den konstnärligt upplagda utbildningen minskar tendensen till negativt ledarskap medan den konventionella ökar denna tendens.